# William Cox
William John Cox (12. juli 1904 – 3. juni 1996) var en amerikansk sportsudøver som deltog i de olympiske lege 1924 i Paris.
Cox vandt en bronzemedalje i atletik under OL 1924 i Paris. Han var med på det amerikanske hold som kom på en tredje plads i holddisciplinen 3000-meter-løb bagefter Finland og Storbritannien. De andre på holdet var Edward Kirby og Willard Tibbetts.